# 演劇学科
演劇学科（えんげきがっか）は、演劇についての教育研究を目的とした大学の芸術系の学科の一つである。
演劇や舞踏、また舞台演出についても学術研究がなされている学科もある。演劇学科を名乗るのは日本大学藝術学部のみであるが、その他の芸術関係学科等に設置されている。

## 演劇についての教育機関のある日本の大学

### 4年制大学
- 北翔大学 教育文化学部 芸術学科 舞台芸術分野
- 尚美学園大学 芸術情報学部 舞台表現学科
- 立教大学 現代心理学部 映像身体学科
- お茶の水女子大学 文教育学部 芸術・表現行動学科 舞踊教育学コース
- 跡見学園女子大学 文学部 人文学科 芸術芸能コース
- 桜美林大学 芸術文化学群 演劇・ダンス専修
- 共立女子大学 文芸学部 芸術学専修 劇芸術コース
- 玉川大学 芸術学部 演劇・舞踊学科
- 多摩美術大学 美術学部 演劇舞踊デザイン学科
- 日本大学 藝術学部 演劇学科
- 日本女子体育大学 体育学部 ダンス学科
- 明治大学 文学部 文学科 演劇学専攻
- 早稲田大学 文学部 文学科 演劇映像コース
- 昭和音楽大学 音楽学部 音楽芸術運営学科 舞台スタッフコース・ミュージカルコース・バレエコース
- 洗足学園音楽大学 音楽学部 音楽学科ミュージカルコース・バレエコース・ダンスコース
- 名古屋芸術大学 芸術学部 芸術学科 音楽領域 ミュージカルコース・ダンスパフォーマンスコース
- 名古屋芸術大学 芸術学部 芸術学科 舞台芸術領域
- 京都芸術大学 芸術学部 舞台芸術学科
- 大阪大学 文学部 音楽学・演劇学専修
- 大阪観光大学 国際交流学部 国際交流学科 国際舞台芸術スタジオ
- 大阪芸術大学 芸術学部 舞台芸術学科
- 近畿大学 文芸学部 芸術学科 舞台芸術専攻
- 芸術文化観光専門職大学 芸術文化・観光学部 芸術文化・観光学科
- 大手前大学 建築&芸術学部 建築&芸術学科 芸術コース 映画・演劇専攻
- 神戸女学院大学 音楽学部 音楽学科 舞踊専攻

### 短期大学
- 桐朋学園芸術短期大学 芸術科 演劇専攻

### 廃止
- 創造学園大学 創造芸術学部 芸術学科 肉体表現（演劇等） - 2013年廃校
- 多摩美術大学 造形表現学部（夜間）映像演劇学科（映画 写真 演劇 パフォーマンス 劇場技術 照明 音響 衣装 劇作 シナリオなど） - 2014年度より募集停止
- 神戸山手短期大学 表現芸術学科 舞台表現